# Challenger de Honolulu 2012
El torneo Honolulu Challenger 2012 fue un torneo profesional de tenis. Perteneció al ATP Challenger Series 2012. Se disputó su 3ª edición sobre superficie dura, en Honolulu, Estados Unidos entre el 23 y el 29 de enero de 2012.

## Campeones

### Individual Masculino
- Go Soeda derrotó en la final a  Robby Ginepri, 6–3, 7–6(7–5)

### Dobles Masculino
- Amer Delić /  Travis Rettenmaier derrotaron en la final a  Nicholas Monroe /  Jack Sock 6–4, 7–6(7–3)